# Geralinura
La geralinura (gen. Geralinura) è un artropode estinto, appartenente agli aracnidi. Visse nel Carbonifero medio e superiore (330 – 320 milioni di anni fa). I suoi resti sono stati rinvenuti in Europa (Inghilterra) e in USA (Illinois, giacimento di Mazon Creek).

## Descrizione
Questo animale possedeva un corpo decisamente simile a quello di uno scorpione: allungato, con otto zampe sporgenti, una lunga coda e due strutture anteriori (cheliceri) allungati. Questi ultimi, però, non erano dotati di chele ma di sottili spine, e in questo erano simili a quelli degli attuali ragni frusta (Amblypygi). La coda, inoltre, era sottilissima e simile a una frusta, come quella degli odierni scorpioni frusta (Uropygi).

## Classificazione
La geralinura è considerata un rappresentante primitivo degli Uropygi, un gruppo di aracnidi attualmente rappresentati da varie specie, la più nota delle quali è il mastigoprotto (Mastigoproctus giganteus). Rispetto a questi ultimi, però, la specie del Carbonifero possedeva appendici più primitive, simili a quelle degli Amblypygi. Di Geralinura si conoscono principalmente due specie: Geralinura carbonaria e G. britannica. Altre specie (G. similis, G. gigantea) sono considerate identiche alle precedenti. Simili a questi animali erano anche Parageralinura e Prothelyphonus, sempre del Carbonifero.